# Bene, bravi, bis
Bene, bravi, bis è stato un programma televisivo italiano, trasmesso da Italia 1 nel 1984.

## Il programma
Il programma, in onda per dieci puntate ogni domenica su Italia 1 alle 20:30 a partire dal 25 marzo 1984, era condotto dal duo comico composto da Franco Franchi e Ciccio Ingrassia, con la partecipazione di Edwige Fenech nella veste di showgirl, che animava scenette, spazi musicali e balletti.
Il trio di attori era protagonista di gag e parodie comiche, affiancato di volta in volta da famosi caratteristi ed ospiti in studio. Presenza fissa era quella del cantante Christian. I testi erano di Franco Marotta. Le scene erano a cura di Dino Pozzi, i costumi di Enrico Rufini.
Il programma è andato in onda per una sola stagione.

## Riconoscimenti
Telegatto
Telegatti 1984 come miglior varietà